# Jan Jansz. den Uyl

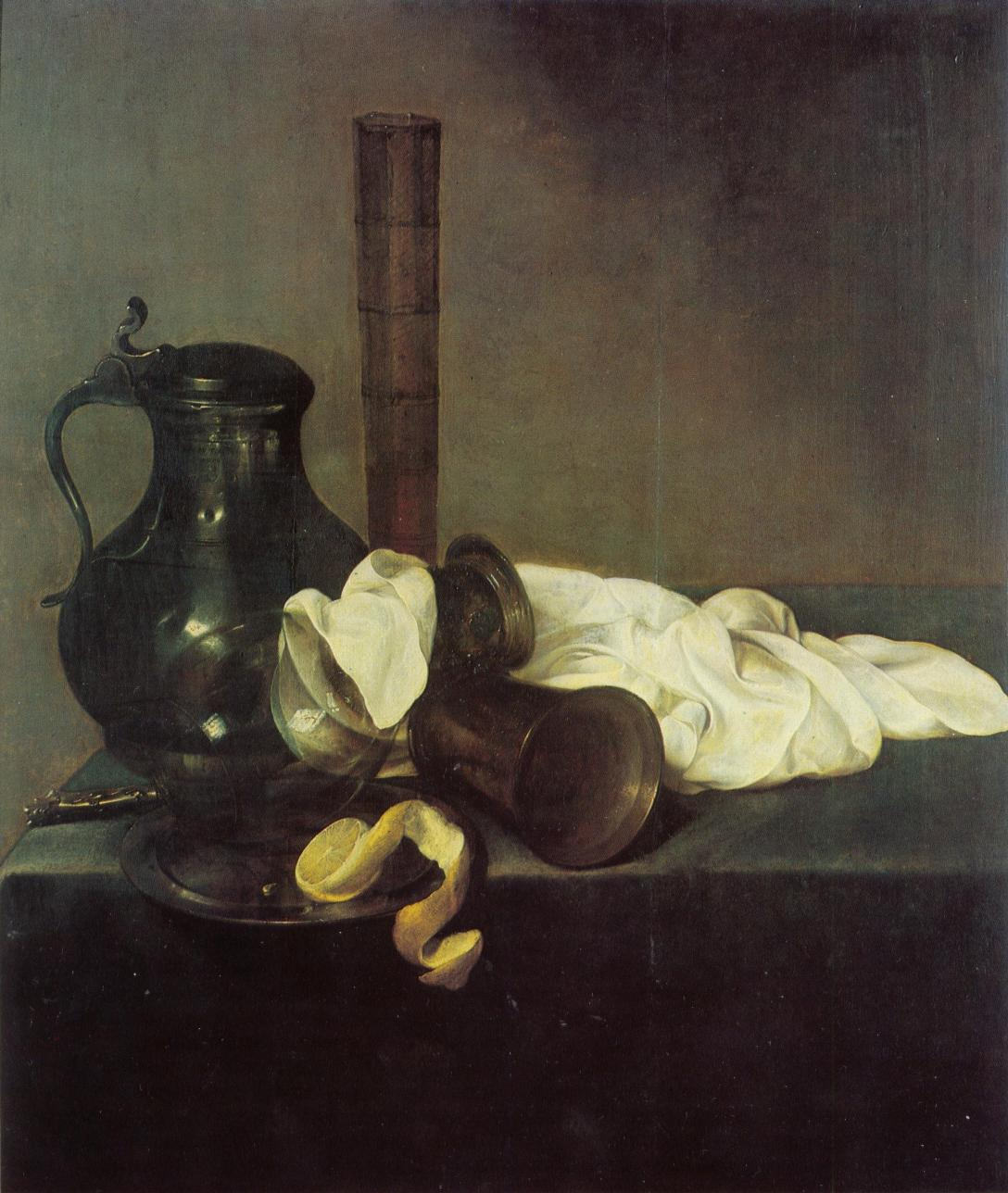
Stillleben mit Zinnkanne, Flötenglas und Römer, 1637, Öl auf Paneel, 83 × 69 cm, Privatbesitz

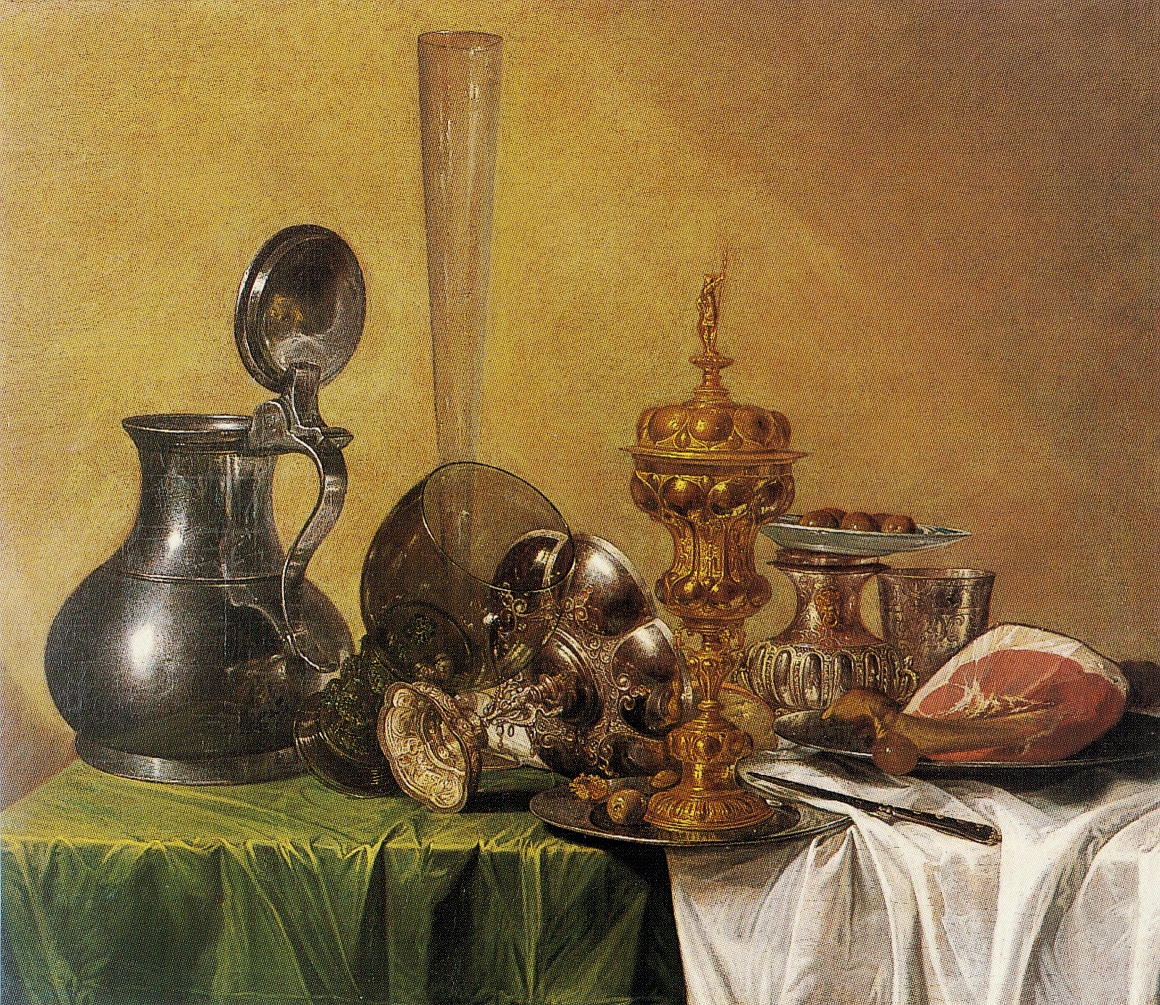
Stillleben mit Gefäßen aus Metall, einem Römer und einem Schinken, ca. 1640 (1635–1640), Öl auf Leinwand, 74 × 86 cm, Privatbesitz

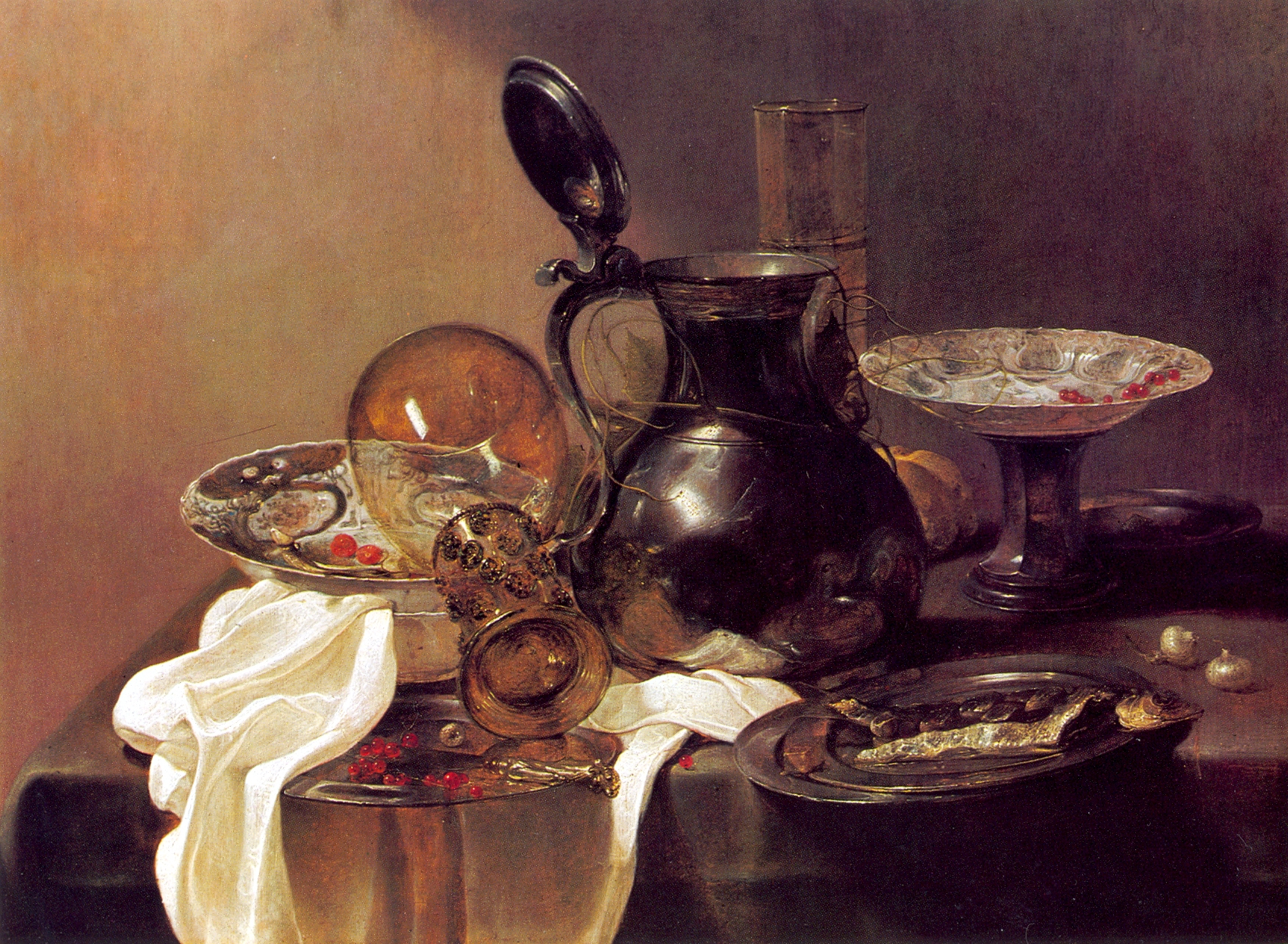
Stillleben mit WanliPorzellan, Zinnkanne, Flötenglas, Römer und Hering (Zusammenarbeit mit Jan Jansz. Treck), ca. 1640, Öl auf Paneel, 56,5 × 76,4 cm, Privatbesitz

Jan Jansz. den Uyl oder Vuijl (* 1595/96; † 24. November 1639 in Amsterdam) war ein niederländischer Radierer und Stilllebenmaler.

## Leben
Jan Janszoon. den Uyl wurde 1595 oder 1596 geboren – möglicherweise in Kampen. Es ist nicht bekannt, ob oder bei wem er in die Lehre ging. Aus dem Eintrag in die Amsterdamer Puiboeken geht hervor, dass der bereits als Maler tätige Den Uyl am 21. März 1619 im Alter von 23 Jahren die 19-jährige Geertie Jans Treck (auch Geertruid Treck), die Schwester des Malers Jan Jansz. Treck heiratete. Auch 1621 wurde er als Maler angegeben, als er zum ersten Mal ein Grundstück veräußerte. Im Juni 1631 verkaufte er sein Haus an der Koningsgracht, heute Singel 376; sein Bruder Arendt lebte nebenan. 1635 wurde der Advokat Trojanus de Magistris von ihm und seinem Bruder mit der finanziellen Abwicklung der Geschäfte beauftragt. Im August reiste Jan Jansz. den Uyl nach Haarlem und hielt sich im April des folgenden Jahres in Leiden auf. Arendt, der von Beruf Schreiner war, heiratete im Mai 1636. Jan Jansz. begleitete seinen Bruder zum Rathaus. Leider währte das Glück nicht lang. Arendt Jansz. wurde am 8. Juli 1637 begraben.

Den Uyl besaß das Gemälde Hero und Leander (1605) von Peter Paul Rubens. Yale University Art Gallery

Am 7. Oktober 1637 war Rembrandt  auf einer Auktion im Auftrag von Jan Jansz. den Uyl – vielleicht um den Preis eines bestimmten Gemäldes in die Höhe zu treiben. Rembrandt kaufte am nächsten Tag ein Gemälde Rubens, das vorher Jan Jansz. den Uyl gehörte.  Als Rubens 1640 starb, befanden sich drei Gemälde Den Uyls in seinem Nachlass.
Am 17. Oktober 1637 um 10 Uhr abends setzten der erkrankte Den Uyl und seine Frau ihr gemeinsames Testament auf. Das Ehepaar lebte mittlerweile in der Jordaan an der Bloemgracht, wo sich damals mehrere Tuchfärbereien befanden. Im April 1638 verkaufte er das ehemalige Haus seines Bruders am Singel 378, das ebenfalls an die Herengracht grenzte.
Lange Zeit war kein Sterbedatum bekannt und es wurde angenommen, dass Jan Jansz. den Uyl vor dem 31. Januar 1640 (aber nach dem 22. Oktober 1639) gestorben sein muss. Van Eeghen publizierte bereits 1977 wichtige Details, aus denen hervorgeht, dass Jan Jansz., der ebenfalls wie sein Sohn auch manchmal Vuijl oder Uuijl genannt wurde, am 24. November 1639 in der Nieuwe Kerk (Amsterdam) begraben wurde. Allerdings sind Van Eeghens Ergebnisse weitgehend unbeachtet geblieben. Nach seinem Tode übernahm Jan Jansz. Treck die Vormundschaft über Den Uyls Kinder.
Den Uyl hatte mit Geertie Jans Treck zwei Söhne, geboren 1624 und 1628, die den Namen Jan bzw. Johannes trugen. Der Ältere der beiden, zur Unterscheidung „de Oude“ genannt, wurde wie sein Vater und Onkel Maler. Die Witwe Den Uyls heiratete 1641 einen Goldschmied.
1650 wurden De Magistris für ein Gemälde des Den Uyl 1600 Gulden geboten.  Der Marinemaler Jan van de Capelle besaß 83 seiner Zeichnungen. Die Werke des „seinerzeit hochberühmten Maler[s]“ Den Uyl waren bei seinen Zeitgenossen offensichtlich sehr beliebt. Auch heute noch zählen seine Gemälde zu den begehrten Sammlerstücken. So wurde 2007 ein Gemälde Den Uyls für die beachtliche Summe von 2,5 Millionen Euro versteigert.

## Kunsthistorische Bedeutung

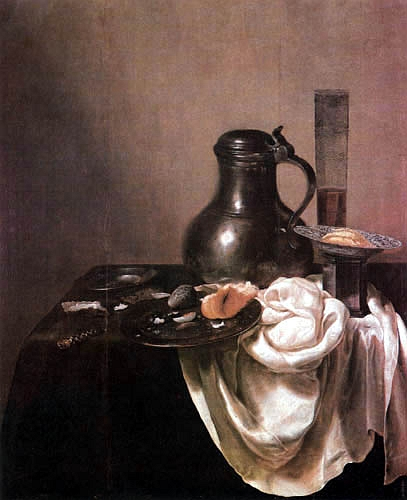
Stillleben mit Zinnkanne und Zinntellern mit einem Kiebitzei, 1632, Öl auf Holzpaneel, 80 × 68 cm, Nationalgalerie Prag

Von Jan Jansz. den Uyl ist nur ein sehr kleines Œuvre bekannt. Darunter befinden sich nur drei datierte Gemälde – das früheste von 1632 – und wenige signierte. Eine Wiederentdeckung und Wertschätzung von Jan Jansz. den Uyls Werken verdankt die Kunstgeschichte im Besonderen A.P.A. Vorenkamp und Pieter de Boer. Bereits Vorenkamp fiel auf, dass sich in einem Gemälde Den Uyls eine kleine Eule (ndl. uil) auf dem Deckel eines Gefäßes befand. Pieter de Boer konnte daraufhin eine Anzahl Gemälde Jan Jansz. den Uyl zuschreiben, wobei die kleine Eule wohl eine Art Künstlersignatur darstellt.
Jan Jansz. den Uyl fertigte Gemälde, die formal dem Mahlzeitstillleben (Banketje) zuzuordnen sind. Seine wohl hauptsächlich in den 30er Jahren des 17. Jahrhunderts entstandenen Stillleben sind deutlich von den Haarlemer Stillleben dieser Periode beeinflusst. Allerdings beschränkte sich der Amsterdamer Den Uyl nicht auf eine bloße Imitation der Haarlemer Vorbilder, sondern verarbeitete deren Einfluss in seinem Schaffen sehr individuell. Dabei fand er neue Formulierungen, die das Mahlzeitstillleben dieser Zeit deutlich voranbrachten und so wiederum als Einfluss auf die Haarlemer und in anderen Städten tätigen Künstler wirkten. Den Uyls meist hochformatige Gemälde beschränken sich auf nur wenige Gegenstände – darunter eine auffällige bauchige Zinnkanne – in einem „geheimnisvollen Licht“ Es fällt auf, dass bestimmte Bildgegenstände wie die bauchige Kanne oder die über den Tisch hängende, stark in Falten gelegte Serviette erst in Gemälden von Malerkollegen wie Pieter Claesz oder Willem Claesz. Heda auftauchten, als Den Uyl diese in seinen Gemälden darstellte. Ein diesbezüglicher Einfluss auf seine Malerkollegen ist evident.
Eine Besonderheit der Werke Den Uyls ist der Einsatz von starken Vertikalen in der Komposition und im Besonderen die Verwendung des Hochformats, was den Gemälden eine monumentale Wirkung verleiht und ebenfalls seine Malerkollegen deutlich inspirierte. Jan Jansz. den Uyls Gemälde bestechen durch eine exzellente Wiedergabe von Oberflächen verschiedenen Materials, eine monumentale Wirkung durch den Einsatz großzügiger Leerräume sowie eine beeindruckende Formulierung von Licht und Schatten, die in den Gemälden für eine geheimnisvolle, die Bildgegenstände umgebende, Atmosphäre sorgt. Besonders diese Relation zwischen der Oberflächenmodellierung mit Lichtreflexen im Vordergrund und der im Œuvre Den Uyls stets dunkler werdenden Fläche im Hintergrund sind Qualitäten wie sie erst Willem Kalf wieder überzeugend einsetzte und weiterentwickelte.
Jan Jansz. den Uyl war somit ein Maler des Holländischen Banketjes mit überragenden eigenständigen Fähigkeiten. Er nahm einerseits Einflüsse seiner Malerkollegen auf, hatte aber auch durch seine individuelle Auffassung des Mahlzeitstilllebens selbst Einfluss auf diese – darunter auch Jan Davidsz. de Heem. Den Uyls Gemälde scheinen am Anfang einer Entwicklung zu stehen, die in den 1640er Jahren zu der Herausbildung der auf Monumentalität und optische Reize fokussierten Prunkstillleben führte, die die Stilllebenmalerei der zweiten Hälfte des 17. Jahrhunderts dominierten.

## Werke
Eine Auswahl der Werke von Jan Jansz. den Uyl.
| Titel                                                                                    | Datierung                    | Maße             | Technik           | Ort                                      | Bemerkungen | Quellen                                                                 |
| ---------------------------------------------------------------------------------------- | ---------------------------- | ---------------- | ----------------- | ---------------------------------------- | --- | ----------------------------------------------------------------------- |
| Stillleben mit liegender Kanne, Flötenglas und Tazza                                     | 1610–1640                    | 63 × 46 cm       | Öl auf Holzpaneel | Museum Boijmans Van Beuningen, Rotterdam | signiert | RKD & Boer (1940), Nr. 4 & Vroom (1980), Nr. 659                        |
| Stillleben mit einer Zinnkanne, einem Glas und Brötchen                                  | 1610–1640                    | 62,2 × 52,1 cm   | Öl auf Holzpaneel | Privatbesitz                             | signiert mit kleiner Eule auf dem Henkel der Kanne                                                                                | RKD & Boer (1940), Nr. 8 & Vroom (1980), Nr. 661                        |
| Stillleben mit Zinnkanne und Zinntellern mit einem Kiebitzei                             | 1632                         | 80 × 68 cm       | Öl auf Holzpaneel | Nationalgalerie Prag                     | datiert | Vroom (1980), Nr. 762 & Boer (1940), Nr. 'd'                            |
| Stillleben mit Zinnkanne, Flötenglas und liegender Tazza                                 | 1633                         | 92 × 72 cm       | Öl auf Holzpaneel | Privatbesitz                             | signiert und datiert | Boer (1940), Nr. 7 & Vroom (1980), Nr. 657                              |
| Stillleben mit Zinnkanne, goldenem Deckelpokal, Römer, Laute u. a.                       | ca. 1635                     | 79,9 × 94 cm     | Öl auf Holzpaneel | North Carolina Museum of Art, Raleigh    | eine kleine Eule als Bekrönung des Deckels auf dem Goldpokal                                                                      | North Carolina Museum of Art                                            |
| Stillleben mit einer Tazza, einer Zinnschüssel und einem Brötchen                        | ca. 1635 (altern. 1630–1640) | 43,2 × 34 cm     | Öl auf Holzpaneel | Privatbesitz                             | - | RKD                                                                     |
| Stillleben mit einer Tazza auf einem Zinnteller und einem Brötchen                       | ca. 1635 (altern. 1630–1640) | 37,5 × 32,5 cm   | Öl auf Holzpaneel | Privatbesitz                             | signiert mit kleiner Eule in der Mitte der Tazza                                                                                  | RKD                                                                     |
| Stillleben mit einer Tazza auf einem Zinnteller und einem Brötchen                       | ca. 1635–1639                | 34,7 × 32,5 cm   | Öl auf Holzpaneel | Privatbesitz                             | signiert mit kleiner Eule in der Mitte der Tazza                                                                                  | Kunsthandel Richard Green                                               |
| Stillleben mit Gefäßen aus Metall, einem Römer und einem Schinken                        | 1635–1640                    | 74 × 86 cm       | Öl auf Leinwand   | Privatbesitz                             | vorher Willem Claesz. Heda zugeschrieben                                                                                          | RKD                                                                     |
| Stillleben mit Zinnkanne, Flötenglas und Römer                                           | 1637                         | 83 × 69 cm       | Öl auf Holzpaneel | Privatbesitz                             | signiert mit kleiner Eule und datiert                                                                                             | Boer (1940), Nr. 2 & Vroom (1980), Nr. 658                              |
| Stillleben mit Zinnkanne, Römer, Tazza und Glaspokal vor einer Nische                    | ca. 1637–39                  | 130,5 × 115,5 cm | Öl auf Holzpaneel | Museum of Fine Arts, Boston              | - | Museum of Fine Arts Boston & Boer (1940), Nr. 6 & Vroom (1980), Nr. 664 |
| Stillleben mit Porzellan, Zinnkanne, Flötenglas, Römer und Hering                        | ca. 1640 (altern. 1639–1641) | 56,5 × 76,4 cm   | Öl auf Holzpaneel | Privatbesitz                             | signiert mit kleiner Eule auf dem Henkel der Kanne; vermutlich von Jan Jansz. den Uyl begonnen und durch Jan Jansz. Treck beendet | RKD & Vroom (1980), Nr. 652 & 668                                       |
| Stillleben mit Fischmahlzeit, Tonkrug, Stangenglas und Rauchwerkzeug                     | nach 1640 (?)                | 65 × 51,5 cm     | Öl auf Leinwand   | Staatliches Museum Schwerin              | signiert mit kleiner Eule auf dem Tonkrug; möglicherweise von Jan Jansz. den Uyl II. (= Entstehung nach 1640)                     | Vroom (1980), Nr. 671                                                   |
| Stillleben mit Zinnkanne, Tazza und liegendem Römer                                      | –                            | 101 × 85 cm      | Öl auf Holzpaneel | Kunstmuseum Liechtenstein, Vaduz         | signiert | Boer (1940), Nr. 5 & Vroom (1980), Nr. 660                              |
| Stillleben mit Zinnkanne, Fötenglas und liegender Tazzar vor einer Nische                | –                            | 141,5 × 107 cm   | Öl auf Holzpaneel | Gemäldegalerie (Berlin)                  | signiert mit kleiner Eule | Boer (1940), Nr. 3 & Vroom (1980), Nr. 665                              |
| Stillleben mit Schinken, Senfschälchen und Abendmahlsbecher                              | –                            | 62 × 50 cm       | Öl auf Holzpaneel | Wadsworth Atheneum, Hartford Connecticut | signiert mit Namen und kleiner Eule                                                                                               | Boer (1940), Nr. 1 & Vroom (1980), Nr. 663                              |
| Stillleben mit Zinnkanne, liegender Tazza, Brötchen, Krabbe und Tonkrug                  | –                            | 67,7 × 87,2 cm   | Öl auf Holzpaneel | Privatbesitz                             | – | Sotheby’s & Vroom (1980), Nr. 666 & Boer (1940), Nr. 'a'                |
| Stillleben mit Zinnkanne, liegender Tazza, Flötenglas und Schinken vor einer Steinnische | –                            | 93 × 80 cm       | Öl auf Holzpaneel | Privatbesitz                             | möglicherweise signiert mit kleiner Eule auf dem Deckel der Zinnkanne                                                             | Sotheby’s                                                               |

## Literatur

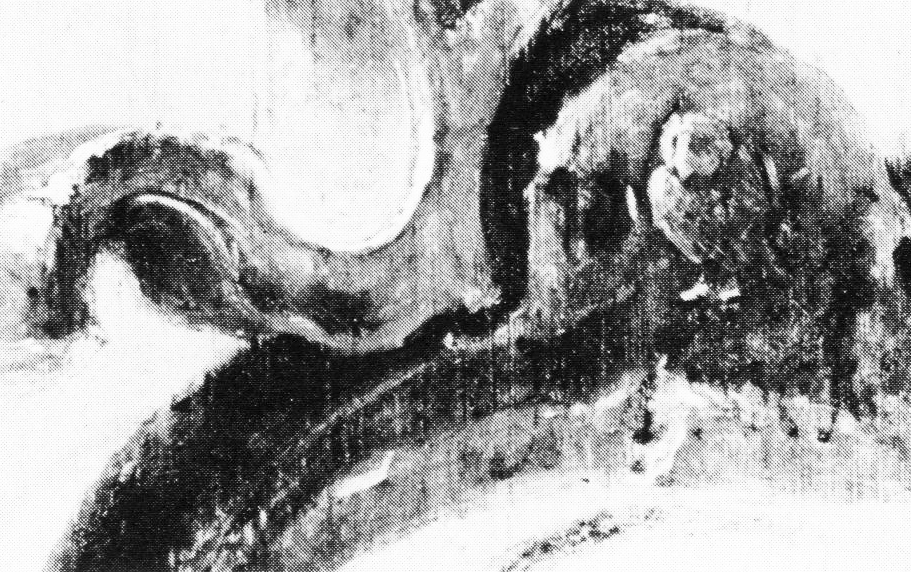
Eine kleine Eule auf dem Henkel einer Kanne als Kennzeichen des Künstlers Jan Jansz. den Uyl
← Detail des Gemäldes Stillleben mit Wanli-Porzellan, Zinnkanne, Flötenglas, Römer und Hering